# Koboli
Koboli – wieś w Słowenii, w gminie Komen. W 2018 roku liczyła 14 mieszkańców.